# Liste der Beiträge für den besten internationalen Film für die Oscarverleihung 2025

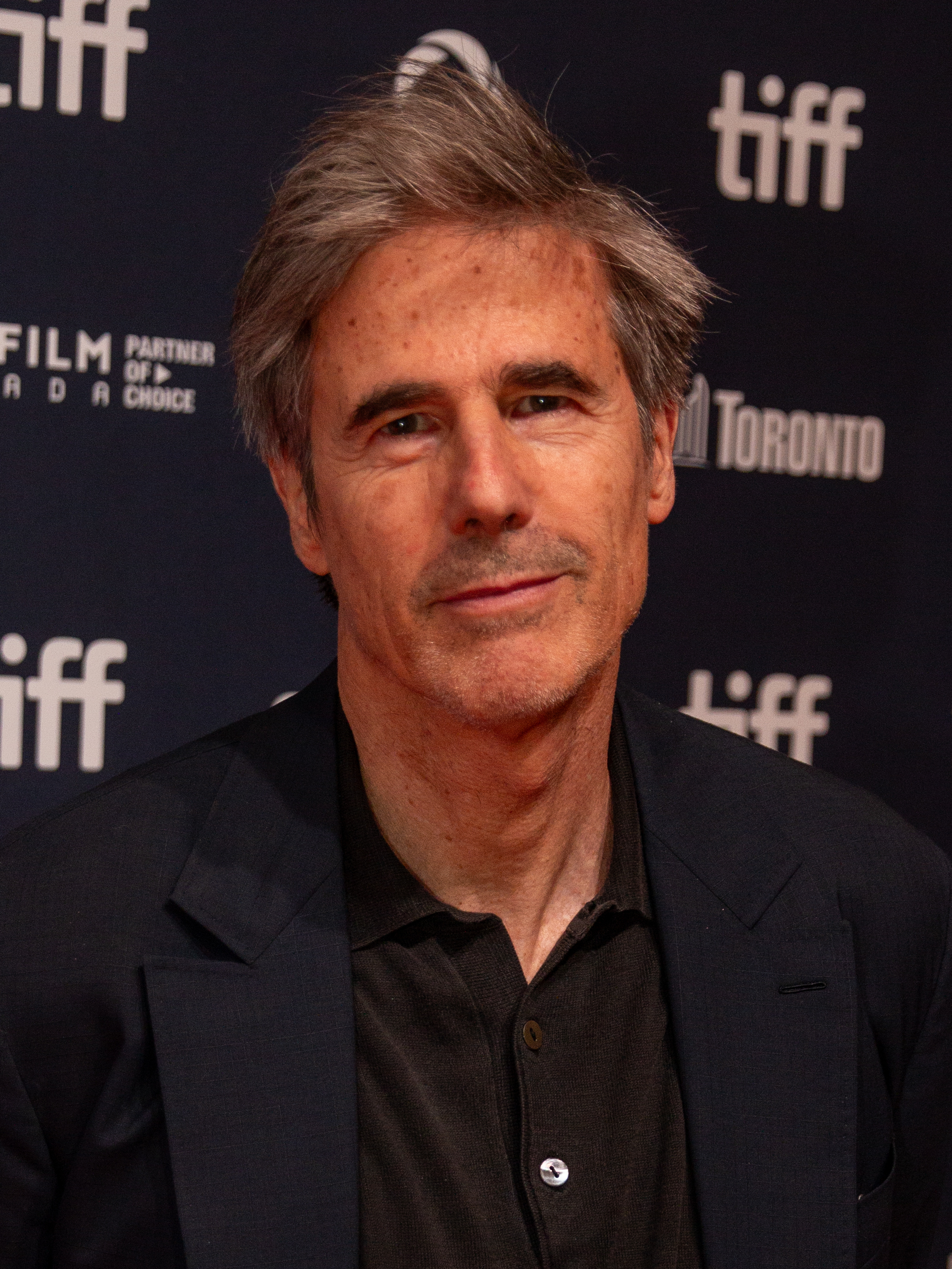
Walter Salles, Regisseur des preisgekrönten Films Für immer hier

Die Liste der Beiträge für den besten internationalen Film für die Oscarverleihung 2025 führt alle für die Oscarverleihung 2025 bei der Academy of Motion Picture Arts and Sciences (AMPAS) für die Kategorie des besten internationalen Films eingereichten Filme. Insgesamt wurden 89 Filme eingereicht, von denen 85 zugelassen wurden und damit drei weniger als im Vorjahr. Zum ersten Mal seit 2010 reichte kein Land erstmals einen Beitrag ein. Nicht zugelassen wurden Fang Lis The Sinking of the Lisbon Maru für China, Bruno Mourrals Kidnapping Inc. für Haiti und The Door Is There der Brüder Facundo und Juan Ponce de León für Uruguay. Jordaniens Beitrag My Sweet Land von Sareen Hairabedian wurde zurückgezogen.
Die Filme mussten bis zum 2. Oktober 2024 eingereicht werden. Aus allen zugelassenen Beiträgen wurde am 17. Dezember 2024 zunächst eine Vorauswahl (Shortlist) von 15 Filmen bekanntgegeben und aus diesen dann am 23. Januar 2025 die fünf Nominierten ausgewählt. Nominiert wurden Brasiliens Für immer hier von Walter Salles, Dänemarks Das Mädchen mit der Nadel von Magnus von Horn, Deutschlands Die Saat des heiligen Feigenbaums von Mohammad Rasulof, Frankreichs Emilia Pérez von Jacques Audiard sowie Lettlands Flow von Gints Zilbalodis.
Bei der Verleihung am 2. März 2025 konnte sich der brasilianische Beitrag Für immer hier durchsetzen. Es war der erste Sieg eines brasilianischen Films in dieser Kategorie.

## Beiträge
Vorauswahl,  Nominiert,  Ausgezeichnet
| Land                    | Deutscher bzw. Internationaler Titel     | Originaltitel                                          | Sprache(n)                                               | Regisseur(e)                                                       | Ergebnis        |
| ----------------------- | ---------------------------------------- | ------------------------------------------------------ | -------------------------------------------------------- | ------------------------------------------------------------------ | --------------- |
| Ägypten                 | Flight 404                               | الرحلة 404 (Rehla 404)                                 | Arabisch                                                 | Hani Khalifa                                                       | Nicht nominiert |
| Albanien                | Waterdrop                                | Pikë uji                                               | Albanisch, Italienisch                                   | Robert Budina                                                      | Nicht nominiert |
| Algerien                | Algiers                                  | Algiers                                                | Arabisch, Französisch                                    | Chakib Taleb-Bendiab                                               | Nicht nominiert |
| Argentinien             | Kill the Jockey                          | El jockey                                              | Spanisch                                                 | Luis Ortega                                                        | Nicht nominiert |
| Armenien                | Yasha and Leonid Brezhnev                | Յաշան և Լեոնիդ Բրեժնևը (Jaschan jew Leonid Breschnewe) | Armenisch, Russisch                                      | Edgar Baghdassarjan                                                | Nicht nominiert |
| Bangladesch             | The Wrestler                             | বলী (Boli)                                              | Bengalisch                                               | Iqbal Hossain Chowdhury                                            | Nicht nominiert |
| Belgien                 | Julie bleibt still                       | Julie zwijgt                                           | Niederländisch, Französisch                              | Leonardo Van Dijl                                                  | Nicht nominiert |
| Bolivien                | Own Hand                                 | Mano propia                                            | Spanisch                                                 | Gory Patiño                                                        | Nicht nominiert |
| Bosnien und Herzegowina | My Late Summer                           | Nakon ljeta                                            | Kroatisch                                                | Danis Tanović                                                      | Nicht nominiert |
| Brasilien               | Für immer hier                           | Ainda estou aqui                                       | Portugiesisch                                            | Walter Salles                                                      | Ausgezeichnet   |
| Bulgarien               | Triumph                                  | Триумф (Triumf)                                        | Bulgarisch                                               | Kristina Grosewa Petar Waltschanow                                 | Nicht nominiert |
| Chile                   | An ihrer Stelle                          | El lugar de la otra                                    | Spanisch                                                 | Maite Alberdi                                                      | Nicht nominiert |
| Costa Rica              | Memories of a Burning Body               | Memorias de un cuerpo que arde                         | Spanisch                                                 | Antonella Sudasassi Furniss                                        | Nicht nominiert |
| Dänemark                | Das Mädchen mit der Nadel                | Pigen med nålen                                        | Dänisch                                                  | Magnus von Horn                                                    | Nominiert       |
| Deutschland             | Die Saat des heiligen Feigenbaums        | دانه‌ی انجیر معابد (Dāne-ye anjīr-e ma'ābed)            | Persisch                                                 | Mohammad Rasulof                                                   | Nominiert       |
| Dominikanische Republik | Aire – Die letzte Zuflucht               | Aire: Just Breathe                                     | Spanisch                                                 | Leticia Tonos                                                      | Nicht nominiert |
| Ecuador                 | Behind the Mist                          | Al otro lado de la niebla                              | Spanisch, Englisch, Nepali                               | Sebastián Cordero                                                  | Nicht nominiert |
| Estland                 | 8 Views of Lake Biwa                     | Biwa järve 8 nägu                                      | Estnisch                                                 | Marko Raat                                                         | Nicht nominiert |
| Finnland                | Mummola – Finnische Weihnachten          | Mummola                                                | Finnisch                                                 | Tia Kouvo                                                          | Nicht nominiert |
| Frankreich              | Emilia Pérez                             | Emilia Pérez                                           | Spanisch                                                 | Jacques Audiard                                                    | Nominiert       |
| Georgien                | The Antique                              | ანტიკვარიატი (Antikwariati)                            | Georgisch                                                | Russudan Glurdschidse                                              | Nicht nominiert |
| Griechenland            | Murderess                                | Φόνισσα (Fonissa)                                      | Griechisch                                               | Eva Nathena                                                        | Nicht nominiert |
| Guatemala               | Rita                                     | Rita                                                   | Spanisch                                                 | Jayro Bustamante                                                   | Nicht nominiert |
| Hongkong                | City of Darkness                         | 九龍城寨之圍城 (Jiǔ Lóng Chéng Zhài·Wéi Chéng)         | Kantonesisch                                             | Soi Cheang                                                         | Nicht nominiert |
| Indien                  | Lost Ladies                              | लापता लेडीज़ (Laapataa Ladies)                              | Hindi                                                    | Kiran Rao                                                          | Nicht nominiert |
| Indonesien              | Women from Rote Island                   | Perempuan Berkelamin Darah                             | Rotinesisch                                              | Jeremias Nyangoen                                                  | Nicht nominiert |
| Irak                    | Baghdad Messi                            | ميسي بغداد                                             | Arabisch, Kurdisch                                       | Sahim Omar Kalifa                                                  | Nicht nominiert |
| Iran                    | In the Arms of the Tree                  | در آغوش درخت                                           | Persisch                                                 | Babak Lotfi Khajepasha                                             | Nicht nominiert |
| Irland                  | Kneecap                                  | Kneecap                                                | Englisch, Irisch                                         | Rich Peppiatt                                                      | Vorauswahl      |
| Island                  | Touch                                    | Snerting                                               | Englisch, Japanisch, Isländisch                          | Baltasar Kormákur                                                  | Vorauswahl      |
| Israel                  | Come Closer                              | קרוב אלי                                               | Hebräisch                                                | Tom Nesher                                                         | Nicht nominiert |
| Italien                 | Vermiglio                                | Vermiglio                                              | Italienisch                                              | Maura Delpero                                                      | Vorauswahl      |
| Japan                   | Cloud                                    | クラウド (Kuraudo)                                     | Japanisch                                                | Kiyoshi Kurosawa                                                   | Nicht nominiert |
| Kambodscha              | Meeting with Pol Pot                     | Rendez-vous avec Pol Pot                               | Französisch, Khmer                                       | Rithy Panh                                                         | Nicht nominiert |
| Kamerun                 | Kismet                                   | Kismet                                                 | Kamtok                                                   | Ngang Romanus Ntseh                                                | Nicht nominiert |
| Kanada                  | Universal Language                       | Une langue universelle                                 | Französisch, Persisch                                    | Matthew Rankin                                                     | Vorauswahl      |
| Kasachstan              | Bauryna Salu                             | Баурына салу (Bauryna salu)                            | Kasachisch                                               | Aschat Kütschentscherekow                                          | Nicht nominiert |
| Kenia                   | Nawi                                     | Nawi                                                   | Swahili, Englisch                                        | Vallentine Chelluget Apuu Mourine Kevin Schmutzler Toby Schmutzler | Nicht nominiert |
| Kirgisistan             | Paradise at Mother’s Feet                | Бейиш эненин таманында (Bejisch enenin tamanynda)      | Kirgisisch                                               | Ruslan Akun                                                        | Nicht nominiert |
| Kolumbien               | La suprema                               | La suprema                                             | Spanisch                                                 | Felipe Holguin                                                     | Nicht nominiert |
| Kroatien                | Beautiful Evening, Beautiful Day         | Lijepa večer, lijep dan                                | Kroatisch                                                | Ivona Juka                                                         | Nicht nominiert |
| Lettland                | Flow                                     | Straume                                                |                                                          | Gints Zilbalodis                                                   | Nominiert       |
| Libanon                 | Arzé                                     | أرزة (Arzé)                                            | Arabisch                                                 | Mira Shaib                                                         | Nicht nominiert |
| Litauen                 | Drowning Dry                             | Sesės                                                  | Litauisch                                                | Laurynas Bareiša                                                   | Nicht nominiert |
| Malaysia                | Abang Adik                               | 富都青年                                               | Mandarin, Kantonesisch, Malaiisch                        | Jin Ong                                                            | Nicht nominiert |
| Malta                   | Castillo                                 | Castillo                                               | Maltesisch                                               | Abigail Mallia                                                     | Nicht nominiert |
| Marokko                 | Alle lieben Touda                        | الجميع يحب تودة                                        | Arabisch                                                 | Nabil Ayouch                                                       | Nicht nominiert |
| Mexiko                  | Sujo                                     | Sujo                                                   | Spanisch                                                 | Astrid Rondero Fernanda Valadez                                    | Nicht nominiert |
| Mongolei                | If Only I Could Hibernate                | Баавгай болохсон (Baawgai bolochson)                   | Mongolisch                                               | Dsoldschargal Pürewdaschiin                                        | Nicht nominiert |
| Montenegro              | Supermarket                              | Supermarket                                            | Serbokroatisch                                           | Nemanja Bečanović                                                  | Nicht nominiert |
| Nepal                   | Shambhala                                | शम्भाला                                                   | Tibetanisch, Nepali                                      | Min Bahadur Bham                                                   | Nicht nominiert |
| Niederlande             | Memory Lane                              | De terugreis                                           | Niederländisch                                           | Jelle de Jonge                                                     | Nicht nominiert |
| Nigeria                 | Mai Martaba                              | Mai Martaba                                            | Hausa                                                    | Prince Aboki                                                       | Nicht nominiert |
| Norwegen                | Armand                                   | Armand                                                 | Norwegisch                                               | Halfdan Ullmann Tøndel                                             | Vorauswahl      |
| Österreich              | Des Teufels Bad                          | Des Teufels Bad                                        | Deutsch                                                  | Veronika Franz Severin Fiala                                       | Nicht nominiert |
| Pakistan                | The Glassworker                          | شیشہ گر (Sheesha Gar)                                  | Urdu, Englisch                                           | Usman Riaz                                                         | Nicht nominiert |
| Palästina               | From Ground Zero                         | قصص غير محكية من غزة من المسافة صفر                    | Arabisch                                                 | 22 verschiedene                                                    | Vorauswahl      |
| Panama                  | Wake Up Mom                              | Despierta mamá                                         | Spanisch                                                 | Arianne Benedetti                                                  | Nicht nominiert |
| Paraguay                | The Last Ones                            | Los últimos                                            | Spanisch, Guaraní                                        | Sebastián Peña Escobar                                             | Nicht nominiert |
| Peru                    | Yana-Wara                                | Yana-Wara                                              | Aymara                                                   | Óscar Quispe Catacora Tito Catacora                                | Nicht nominiert |
| Philippinen             | And So It Begins                         | And So It Begins                                       | Filipino, Englisch                                       | Ramona S. Diaz                                                     | Nicht nominiert |
| Polen                   | Under the Volcano                        | Pod wulkanem                                           | Ukrainisch, Spanisch, Englisch, Russisch, Deutsch, Wolof | Damian Kocur                                                       | Nicht nominiert |
| Portugal                | Grand Tour                               | Grand Tour                                             | Portugiesisch                                            | Miguel Gomes                                                       | Nicht nominiert |
| Rumänien                | Drei Kilometer bis zum Ende der Welt     | Trei kilometri până la capătul lumii                   | Rumänisch                                                | Emanuel Pârvu                                                      | Nicht nominiert |
| Schweden                | The Last Journey                         | Den sista resan                                        | Schwedisch                                               | Filip Hammar Fredrik Wikingsson                                    | Nicht nominiert |
| Schweiz                 | Reinas – Die Königinnen                  | Reinas                                                 | Spanisch                                                 | Klaudia Reynicke                                                   | Nicht nominiert |
| Senegal                 | Dahomey                                  | Dahomey                                                | Französisch                                              | Mati Diop                                                          | Vorauswahl      |
| Serbien                 | Russian Consul                           | Руски конзул (Ruski konzul)                            | Serbisch                                                 | Miroslav Lekić                                                     | Nicht nominiert |
| Singapur                | La Luna                                  | La Luna                                                | Malaiisch                                                | M. Raihan Halim                                                    | Nicht nominiert |
| Slowakei                | The Hungarian Dressmaker                 | Ema a smrtihlav                                        | Slowakisch, Deutsch, Ungarisch                           | Iveta Grófová                                                      | Nicht nominiert |
| Slowenien               | Family Therapy                           | Odrešitev za začetnike                                 | Slowenisch                                               | Sonja Prosenc                                                      | Nicht nominiert |
| Spanien                 | Saturn Return                            | Segundo premio                                         | Spanisch                                                 | Isaki Lacuesta Pol Rodríguez                                       | Nicht nominiert |
| Südafrika               | Old Righteous Blues                      | Old Righteous Blues                                    | Afrikaans                                                | Muneera Sallies                                                    | Nicht nominiert |
| Südkorea                | 12.12: The Day                           | 서울의 봄 (Seoul-ui Bom)                               | Koreanisch                                               | Kim Sung-su                                                        | Nicht nominiert |
| Tadschikistan           | Melody                                   | ملودی                                                  | Persisch                                                 | Behrouz Sebt Rasoul                                                | Nicht nominiert |
| Taiwan                  | Old Fox                                  | 老狐狸 (Lǎo hú li)                                     | Mandarin                                                 | Hsiao Ya-chuan                                                     | Nicht nominiert |
| Thailand                | How to Make Millions Before Grandma Dies | หลานม่า (Lan Ma)                                        | Thailändisch, Teochew                                    | Pat Boonnitipat                                                    | Vorauswahl      |
| Tschechien              | Waves                                    | Vlny                                                   | Tschechisch                                              | Jiří Mádl                                                          | Vorauswahl      |
| Tunesien                | Take My Breath                           | المباين                                                | Arabisch                                                 | Nada Mezni Hafaiedh                                                | Nicht nominiert |
| Türkei                  | Life                                     | Hayat                                                  | Türkisch                                                 | Zeki Demirkubuz                                                    | Nicht nominiert |
| Ukraine                 | La Palisiada                             | Ля Палісіада (Lja Palissiada)                          | Ukrainisch, Aserbaidschanisch, Russisch                  | Filip Sotnytschenko                                                | Nicht nominiert |
| Ungarn                  | Semmelweis                               | Semmelweis                                             | Ungarisch                                                | Lajos Koltai                                                       | Nicht nominiert |
| Venezuela               | Back to Life                             | Vuelve a la vida                                       | Spanisch, Englisch                                       | Luis Carlos Hueck Alfredo Hueck                                    | Nicht nominiert |
| Vereinigtes Königreich  | Santosh                                  | Santosh                                                | Hindi                                                    | Sandhya Suri                                                       | Vorauswahl      |
| Vietnam                 | Peach Blossom, Pho and Piano             | Đào, phở và piano                                      | Vietnamesisch                                            | Phi Tiến Sơn                                                       | Nicht nominiert |